# Metabelba papillipes
Metabelba papillipes är en kvalsterart som först beskrevs av Hercule Nicolet 1855.  Metabelba papillipes ingår i släktet Metabelba och familjen Damaeidae. Inga underarter finns listade i Catalogue of Life.